# Echinopsis scopulicola
Az Echinopsis scopulicola a kaktuszfélék családjába tartozó faj, amely Bolíviában őshonos. Ez a növény különösen ismert a pszichedelikus összetevőiről, mint például a meszkalin, amelyet sok kultúra rituális és spirituális célokra használ. A Society for Ethnopharmacology 2010. júliusi beszámolója alapján az Echinopsis scopulicola a harmadik legtöbb meszkalint tartalmazó növény, ami különösen értékessé teszi a pszichedelikus kutatások számára. A meszkalin hatásai közé tartozik a megváltozott tudatállapot, a hallucinációk, és a mély spirituális élmények megtapasztalása, amit több ősi kultúra is nagyra értékelt.

## Nevei
Nevének szinonímája a Trichocereus scopulicola, míg tudományos neve az Echinopsis scopulicola. Gyakran előfordul, hogy a szakirodalomban a régi és az új elnevezést is használják, ami némi zavart okozhat, különösen a botanikai kutatások során. Azonban mindkét név ugyanazt a növényt jelöli, és ez a változás a kaktuszok taxonómiájában történt átsorolások eredmény

## Jellemzése
E kaktuszfaj akár 3-4 méter magasra is megnőhet, miközben törzse 8-10 centiméteres átmérőjűre vastagszik. Az Echinopsis scopulicola híres arról, hogy szokatlanul rövid tüskékkel rendelkezik, amelyek szinte alig láthatók, így a növény megjelenése viszonylag barátságos a többi kaktuszfajhoz képest. Ez a tulajdonsága különösen megkülönbözteti más, agresszívebb megjelenésű kaktuszoktól. Az Echinopsis scopulicola gyakran alkot hibrideket a bolíviai Trichocereus bridgesii fajjal, amely szintén egy népszerű pszichedelikus növény. Az ilyen hibridek különleges érdeklődést keltenek a kaktuszgyűjtők és a pszichedelikus növények iránt érdeklődők körében, mivel egyedi megjelenésük és potenciális hatásaik miatt különleges jelentőséggel bírnak.

## Fordítás
Ez a szócikk részben vagy egészben  az   Echinopsis scopulicola című angol Wikipédia-szócikk ezen változatának fordításán alapul.  Az eredeti cikk szerkesztőit annak laptörténete sorolja fel. Ez a jelzés csupán a megfogalmazás eredetét és a szerzői jogokat jelzi, nem szolgál a cikkben szereplő információk forrásmegjelöléseként.